# Rhabdomastix (Rhabdomastix) nuttingi
Rhabdomastix (Rhabdomastix) nuttingi is een tweevleugelige uit de familie steltmuggen (Limoniidae). De soort komt voor in het Nearctisch gebied.